# Stemodiopsis glandulosa
Stemodiopsis glandulosa är en tvåhjärtbladig växtart som beskrevs av D. Philcox. Stemodiopsis glandulosa ingår i släktet Stemodiopsis och familjen Linderniaceae. Inga underarter finns listade i Catalogue of Life.